# Yuan des Examens
Le Yuan des Examens (chinois traditionnel : 考試院 ; pinyin : Kǎoshì Yuàn) est l'un des cinq organes du gouvernement de la République de Chine. Cette entité est chargée de valider les qualifications des fonctionnaires, et constitue un organe spécial du gouvernement en vertu des Trois principes du peuple.
Il traite les affaires concernant les examens de sélection, les nominations, l'enregistrement et le contrôle des états de service, l'échelle des traitements, les promotions et les transferts, la protection des emplois, les récompenses, les compensations, les retraites et pensions des fonctionnaires publics.
Il est composé d'un président, d'un vice-président et de sept à neuf membres, tous nommés par le président de la République et confirmés par le Yuan législatif pour un mandat de quatre ans, conformément aux lois taïwanaises,.
Le Yuan des Examens remplace les examens impériaux de la Chine impériale.
Il est généralement comparé avec l'Office of Personnel Management des États-Unis ou l'Office européen de recrutement du personnel de l'Union européenne.

## Agences principales
Le Yuan des examens compte quatre agences principales :
- Le ministère des Examens (chinois : 考選部), qui administre les examens pour les fonctionnaires et le personnel contractuel[4] ;
- Le ministère de la Fonction publique (chinois : 銓敘部), qui supervise la rémunération, la promotion et la retraite des fonctionnaires[4] ;
- La Commission de protection et de formation de la fonction publique (chinois : 公務人員保障暨培訓委員會), qui est chargée de la formation et de la protection des droits des fonctionnaires ;
- Le Conseil de surveillance du Fonds de pension de la fonction publique (chinois : 公務人員退休撫卹基金監理委員會)